# Ger Senden
Gerardus Christianus (Ger) Senden (Heerlen, 9 juli 1971) is een Nederlands oud-voetballer die tussen 1989 en 2008 als verdediger in negentien seizoenen 411 wedstrijden speelde voor Roda JC. Hij was tevens teammanager van Roda JC.

## Biografie
Senden was de speler die het langst bij Roda JC onder contract stond sinds de oprichting van de club. Zelf speelde Senden ook zijn jeugd bij V.V. Chevremont en later Roda JC. Door zijn langdurige contract werd Ger Senden ook wel "Mister Roda JC" genoemd en hij is nog steeds erg geliefd onder de fans van de Zuid-Limburgse club.
In zijn eentje had hij voorafgaand aan het seizoen 2007/2008 slechts drie dienstjaren bij Roda JC minder dan de 23 andere spelers samen. Op 26 maart 2008 maakte Senden bekend na het seizoen 2007/2008 te zullen stoppen als voetballer. Tijdens de laatste thuiswedstrijd voor Roda JC tegen VVV-Venlo (4-1) werd Senden in de 89ste minuut ingezet. In de 91ste minuut kreeg hij een onverwachte publiekswissel, waarna medespeler Pa-Modou Kah hem over zijn schouder naar de kant droeg. Na deze wedstrijd zou een afscheidswedstrijd gehouden worden. Oud-teamgenoten als Ruud Hesp en Željko Kalac waren aanwezig bij deze wedstrijd.
Helemaal het einde van de spelerscarrière van Senden was dit niet. Senden speelde de laatste wedstrijd van de competitie, Feyenoord uit, in zijn geheel. Uiteindelijk haalde Roda JC dat seizoen de play-offs. N.E.C. was de eerste tegenstander. Tijdens de thuiswedstrijd, op 1 mei 2008, verving Senden de ongelukkig spelende Pa-Modou Kah. Het definitieve einde kwam enkele minuten later: na 55 minuten spelen moest Senden het veld met rood verlaten.
Nog tijdens zijn spelersloopbaan, vanaf oktober 2007, werd Senden aangesteld als teammanager bij Roda JC. Medio 2018 werd Senden bij een reorganisatie ontslagen. Na verschillende procedures verliet hij de club per maart 2019. Hij begon het seizoen 2019/20 als hoofdtrainer van de Duitse amateurclub Germania Teveren maar stapte daar medio september 2019 op.

## Carrière
| Seizoen | Club    | Land      | Competitie | Wedstrijden | Doelpunten |
| ------- | ------- | --------- | ---------- | ----------- | ---------- |
| 1989/90 | Roda JC | Nederland | Eredivisie | 11          | 0          |
| 1990/91 | Roda JC | Nederland | Eredivisie | 3           | 0          |
| 1991/92 | Roda JC | Nederland | Eredivisie | 24          | 0          |
| 1992/93 | Roda JC | Nederland | Eredivisie | 27          | 0          |
| 1993/94 | Roda JC | Nederland | Eredivisie | 31          | 0          |
| 1994/95 | Roda JC | Nederland | Eredivisie | 33          | 1          |
| 1995/96 | Roda JC | Nederland | Eredivisie | 32          | 1          |
| 1996/97 | Roda JC | Nederland | Eredivisie | 33          | 1          |
| 1997/98 | Roda JC | Nederland | Eredivisie | 30          | 1          |
| 1998/99 | Roda JC | Nederland | Eredivisie | 22          | 0          |
| 1999/00 | Roda JC | Nederland | Eredivisie | 21          | 0          |
| 2000/01 | Roda JC | Nederland | Eredivisie | 19          | 0          |
| 2001/02 | Roda JC | Nederland | Eredivisie | 16          | 0          |
| 2002/03 | Roda JC | Nederland | Eredivisie | 22          | 0          |
| 2003/04 | Roda JC | Nederland | Eredivisie | 28          | 4          |
| 2004/05 | Roda JC | Nederland | Eredivisie | 19          | 0          |
| 2005/06 | Roda JC | Nederland | Eredivisie | 24          | 1          |
| 2006/07 | Roda JC | Nederland | Eredivisie | 14          | 0          |
| 2007/08 | Roda JC | Nederland | Eredivisie | 4           | 0          |
| Totaal  |         |           |            | 411         | 9          |

## Erelijst
Roda JC
- KNVB beker: 1997, 2000